# Enrique Scalabroni
Enrique Hector Scalabroni, né le 20 octobre 1949 à Alta Gracia en Argentine, est un ingénieur argentin. En 2003, il fonde l'écurie BCN Competición qui officie en championnat international de Formule 3000 puis en GP2 Series.

## Biographie
Enrique Scalabroni étudie le génie mécanique à l'Université technique nationale de Buenos Aires dans les années 1960. Dans les années 1970, il commence à travailler en tant que technicien pour diverses écuries de course automobile argentines impliquées dans les championnats nationaux de catégorie monoplace. Il construit ses premières voitures de course pour le championnat argentin de Formule 2.
Scalabroni arrive en Europe en 1982 et est recruté par Dallara. Il conçoit la première soufflerie de l'équipe et est responsable de la conception des monoplaces de Formule 3. En 1985, il intègre l'écurie Williams, en Formule 1. Sous la direction de Patrick Head, Sergio Rinland et Frank Dernie, il développe la Williams FW11, avec laquelle l'équipe anglaise remporte le titre de champion du monde des constructeurs en 1986.
En 1989, il rejoint la Scuderia Ferrari en tant qu'aérodynamicien et concepteur en chef. La Ferrari 641, créée en étroite collaboration avec Steve Nichols, permet à Nigel Mansell et Alain Prost de remporter six courses en 1990. Après seulement deux ans, Scalabroni quitte Ferrari et rejoint Team Lotus où il conçoit la Lotus 102B.
Scalabroni travaille également pour Peugeot Sport et est impliqué dans le développement de la Peugeot 905, victorieuse aux 24 Heures du Mans 1992, ainsi que dans le projet avorté d'engagement en Formule 1 du constructeur français.
Au début des années 2000, il rejoint Asiatech, qui prépare les moteurs Peugeot en Formula 1 pour les équipes Minardi et Arrows.
En 2003, il fonde sa propre équipe de course, BCN Competición. Avec Enrico Toccacelo comme pilote, l'écurie se classe deuxième du championnat international de Formule 3000 la première année, son meilleur résultat. L'équipe est revendue en 2008 à la suite de difficultés financières,.